# Louis Mesnier
Louis Mesnier (15 dicembre 1884 – 10 ottobre 1921) è stato un calciatore francese. In carriera ha giocato 14 partite con la Nazionale francese segnando 6 gol, tra cui il primo gol assoluto della Nazionale. Originario di Parigi, è stato una delle stelle della Nazionale francese nel periodo antecedente la prima guerra mondiale.

## Statistiche

### Cronologia presenze e reti in Nazionale
| Cronologia completa delle presenze e delle reti in nazionale ― Francia | Cronologia completa delle presenze e delle reti in nazionale ― Francia | Cronologia completa delle presenze e delle reti in nazionale ― Francia | Cronologia completa delle presenze e delle reti in nazionale ― Francia | Cronologia completa delle presenze e delle reti in nazionale ― Francia | Cronologia completa delle presenze e delle reti in nazionale ― Francia | Cronologia completa delle presenze e delle reti in nazionale ― Francia | Cronologia completa delle presenze e delle reti in nazionale ― Francia |
| Data                                                                   | Città                                                                  | In casa                                                                | Risultato                                                              | Ospiti                                                                 | Competizione                                                           | Reti                                                                   | Note                                                                   |
| ---------------------------------------------------------------------- | ---------------------------------------------------------------------- | ---------------------------------------------------------------------- | ---------------------------------------------------------------------- | ---------------------------------------------------------------------- | ---------------------------------------------------------------------- | ---------------------------------------------------------------------- | ---------------------------------------------------------------------- |
| 01/05/1904                                                             | Bruxelles                                                              | Belgio                                                                 | 3 – 3                                                                  | Francia                                                                | Amichevole                                                             | 1                                                                      |                                                                        |
| 12/02/1905                                                             | Parigi                                                                 | Francia                                                                | 1 – 0                                                                  | Svizzera                                                               | Amichevole                                                             | -                                                                      |                                                                        |
| 07/05/1905                                                             | Bruxelles                                                              | Belgio                                                                 | 7 – 0                                                                  | Francia                                                                | Amichevole                                                             | -                                                                      |                                                                        |
| 22/04/1906                                                             | Saint-Cloud                                                            | Francia                                                                | 0 – 5                                                                  | Belgio                                                                 | Amichevole                                                             | -                                                                      |                                                                        |
| 10/05/1908                                                             | Rotterdam                                                              | Paesi Bassi                                                            | 4 – 1                                                                  | Francia                                                                | Amichevole                                                             | -                                                                      |                                                                        |
| 23/03/1911                                                             | Saint-Ouen                                                             | Francia                                                                | 0 – 3                                                                  | Inghilterra                                                            | Amichevole                                                             | -                                                                      |                                                                        |
| 09/04/1911                                                             | Saint-Ouen                                                             | Francia                                                                | 2 – 2                                                                  | Italia                                                                 | Amichevole                                                             | -                                                                      |                                                                        |
| 23/04/1911                                                             | Ginevra                                                                | Svizzera                                                               | 5 – 2                                                                  | Francia                                                                | Amichevole                                                             | 1                                                                      |                                                                        |
| 30/04/1911                                                             | Bruxelles                                                              | Belgio                                                                 | 7 – 1                                                                  | Francia                                                                | Amichevole                                                             | -                                                                      |                                                                        |
| 23/12/1911                                                             | Lussemburgo                                                            | Lussemburgo                                                            | 1 – 4                                                                  | Francia                                                                | Amichevole                                                             | 2                                                                      |                                                                        |
| 28/01/1912                                                             | Saint-Ouen                                                             | Francia                                                                | 1 – 1                                                                  | Belgio                                                                 | Amichevole                                                             | -                                                                      |                                                                        |
| 18/02/1912                                                             | Saint-Ouen                                                             | Francia                                                                | 4 – 1                                                                  | Svizzera                                                               | Amichevole                                                             | 1                                                                      |                                                                        |
| 17/03/1912                                                             | Torino                                                                 | Italia                                                                 | 3 – 4                                                                  | Francia                                                                | Amichevole                                                             | 1                                                                      |                                                                        |
| 12/01/1913                                                             | Saint-Ouen                                                             | Francia                                                                | 1 – 0                                                                  | Italia                                                                 | Amichevole                                                             | -                                                                      |                                                                        |
| Totale                                                                 |                                                                        | Presenze                                                               | 14                                                                     |                                                                        | Reti                                                                   | 6                                                                      |                                                                        |

## Palmarès

### Club
- Coppa di Francia: 1

CA Paris: 1920